# جرمانيا (تجسيد)

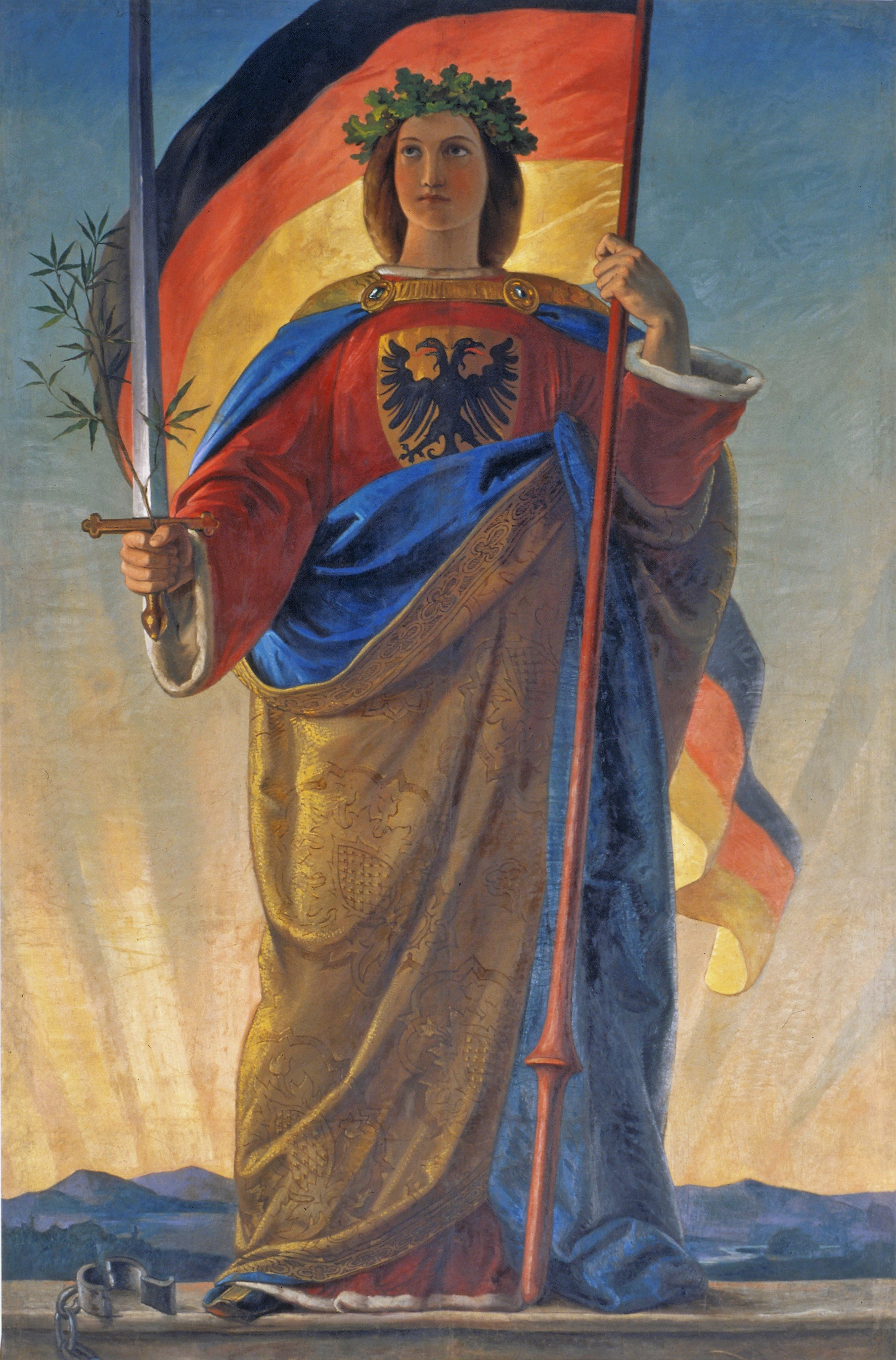
رسم لفيليب فايت، 1848.
وقد غطت هذه الصورة الأورجان القديم Paulskirche، فوق برلمان فرانكفورت الذي اجتمع من 1848 إلى 1849.

جرمانيا  هي تجسيد وطني لألمانيا أو الألمان ككل، وترتبط كثيراً بالمدرسة الرومانسية والربيع الأوروبي، رغم أن هذه الشخصية استخدمتها الإمبراطورية الألمانية فيما بعد.